# Serie D 2022-2023
La Serie D 2022-2023 è stata la 75ª edizione del massimo campionato dilettantistico, quarto livello della piramide calcistica italiana. Esso è gestito per la 42ª volta dalla Lega Nazionale Dilettanti.

## Stagione

### Novità
Le società aventi diritto all'iscrizione erano 171, ossia una in meno rispetto alla precedente edizione a causa dell'esclusione del Catania dal campionato di Serie C, che ha ridotto da 9 a 8 le retrocesse dalla terza serie (contro 9 promozioni nella medesima). Le mancate iscrizioni di Delta Porto Tolle, Lornano Badesse e Rieti, l'esclusione del Giarre per inadempienze amministrative, la riammissione in Serie C della retrocessa Fermana ed il ripescaggio della Torres — vincitrice dei play-off — hanno ridotto l'organico a 165 società, quindi comunque in sovrannumero rispetto al formato standard di 162. Non si è pertanto proceduto a ripescaggi dall'Eccellenza ed è stato ammesso in sovrannumero il nuovo Catania, fissando a 166 il numero di squadre partecipanti (4 in sovrannumero).
Il Catania stabilisce il nuovo record di abbonamenti venduti in una sola stagione: 11 427 per la corrente stagione 2022-2023, campagna abbonamenti chiusa il 9 ottobre 2022.
Il precedente record apparteneva al Palermo 10 446 abbonamenti venduti nella stagione 2019-2020.
Dalla Serie C 2021-2022 sono retrocesse Seregno, Giana Erminio, Legnago, Pistoiese, Grosseto, Paganese e Vibonese.
Di seguito le fusioni e le variazioni di denominazione sociale significative: 
- il neopromosso Matera Grumentum cambia denominazione in Matera;
- il neopromosso Fya Riccione cambia denominazione in United Riccione;
- il Tiferno Lerchi cambia denominazione in Città di Castello;
- il Muravera cambia denominazione in Costa Orientale Sarda Sarrabus Ogliastra;
- l'Atletico Terme Fiuggi cede il titolo sportivo alla neonata Roma City;
- il Sona, previo accordo con la proprietà del Chievo, muta inizialmente la propria denominazione in Chievo-Sona, per poi tornare alla denominazione originaria a seguito del fallimento della società veronese e della diffida dei relativi curatori.
- Il Cascina si è spostato a Ponsacco, cambiando denominazione in A.S.D. Mobilieri Ponsacco (la squadra storica, il F.C. Ponsacco 1920, è però contemporaneamente attiva in Promozione Toscana).

Il ricorso del Giarre al TAR del Lazio contro l'esclusione dal campionato ha determinato lo slittamento di due settimane dell'avvio delle partite del Girone I, nel quale il club siciliano era stato inserito con riserva come diciannovesima squadra. Pertanto, mentre gli altri gironi sono partiti regolarmente tra sabato 3 e domenica 4 settembre, il Girone I si è avviato solamente domenica 18 settembre, dopo che l’8 settembre il TAR ha escluso definitivamente il Giarre.

### Formula
Le 166 squadre sono state suddivise in nove gironi all'italiana, dei quali due (A e D) da 20 club ciascuno e gli altri sette (B, C, E, F, G, H ed I) da 18, organizzati secondo criteri di vicinanza geografica. Il campionato prevede un turno d'andata e uno di ritorno, con promozione diretta in Serie C 2023-2024 per la vincente di ogni girone.

## Squadre partecipanti
Di seguito la composizione dei gironi comunicata dalla LND.

### Girone A
- Asti
- Borgosesia
- Bra
- Casale
- Castanese
- Castellanzese
- Chieri
- Chisola
- Derthona
- Fezzanese
- Fossano
- Gozzano
- Legnano
- Ligorna
- Pinerolo
- PDHAE
- Sanremese
- Sestri Levante
- Stresa Vergante
- Vado

### Girone B
- Alcione
- Arconatese
- Breno
- Brusaporto
- Caronnese
- Casatese
- Città di Varese
- Desenzano
- Folgore Caratese
- Franciacorta
- Lumezzane
- Ponte San Pietro
- Real Calepina
- Seregno
- Sona
- Varesina
- Villa Valle
- Virtus CiseranoBergamo

### Girone C
- Adriese
- Caldiero
- Campodarsego
- Cartigliano
- Cjarlins Muzane
- Dolomiti Bellunesi
- Este
- Legnago
- Levico
- Luparense
- Mestre
- Montebelluna
- Montecchio
- Portogruaro
- Torviscosa
- Union Clodiense CS
- Villafranca Veronese
- Virtus Bolzano

### Girone D
- Aglianese
- Bagnolese
- Carpi
- Correggese
- Corticella
- Crema
- Fanfulla
- Forlì
- Giana Erminio
- Lentigione
- Mezzolara
- Pistoiese
- Prato
- Ravenna
- Real Forte Querceta
- Salsomaggiore
- Sammaurese
- Sant'Angelo
- Scandicci
- United Riccione

### Girone E
- Arezzo
- Città di Castello
- Flaminia CivitaCastellana
- Follonica Gavorrano
- Ghiviborgo
- Grosseto
- Livorno
- Mobilieri Ponsacco
- Montespaccato
- Orvietana
- Ostia Mare
- Pianese
- Poggibonsi
- Sangiovannese
- Seravezza
- Trestina
- Tau Altopascio
- Terranuova Traiana

### Girone F
- Avezzano
- Chieti
- Cynthialbalonga
- Fano
- Matese
- Montegiorgio
- Pineto
- Porto d'Ascoli
- Roma City
- Sambenedettese
- S.N. Notaresco
- Team Nuova Florida
- Termoli
- Tolentino
- Trastevere
- Pro Vasto
- Vastogirardi
- Vigor Senigallia

### Girone G
- Angri
- Aprilia Racing
- Arzachena
- Atletico Uri
- Casertana
- Cassino
- Costa Orientale Sarda
- Ilvamaddalena
- Lupa Frascati
- Nola
- Paganese
- Palmese
- Pomezia
- Portici
- Real Monterotondo Scalo
- Sorrento
- Tivoli
- Vis Artena

### Girone H
- Afragolese
- Barletta
- Bitonto
- Brindisi
- Casarano
- Cavese
- Fasano
- FC Francavilla
- Gladiator
- Gravina
- Lavello
- Martina
- Matera
- Molfetta Calcio
- Nardò
- Nocerina
- Puteolana
- Team Altamura

### Girone I
- Acireale
- Canicattì
- Castrovillari
- Catania
- Cittanova
- Lamezia Terme
- Licata
- Locri
- Mariglianese
- Paternò
- Ragusa
- Real Aversa
- Sancataldese
- San Luca
- Sant'Agata
- Santa Maria Cilento
- Trapani
- Vibonese

## Poule Scudetto
Per l'assegnazione del titolo italiano di Serie D, al termine della stagione regolare, le nove squadre prime classificate vengono suddivise in tre triangolari e si incontrano in gare di sola andata. Nel secondo turno riposa chi ha vinto il primo incontro o, in caso di pareggio, quella che ha disputato la prima sfida in trasferta.
Le vincenti dei triangolari e la miglior seconda accedono alle semifinali, che vengono definite per sorteggio e che si disputano quest'anno con gare di andata e ritorno. La finale è invece confermata in gara unica in campo neutro e senza tempi supplementari: in caso di parità si va direttamente ai rigori.
Nel caso in cui due o tutte e tre le squadre concludessero il proprio triangolare a pari punti, per determinare la vincente si terrà conto, nell'ordine:
- scontro diretto;
- della migliore differenza reti nei triangolari;
- del maggior numero di reti segnate nei triangolari;
- del maggior numero di reti segnate in trasferta nei triangolari;
- della migliore posizione nella classifica della Coppa Disciplina del Campionato di Serie D;
- del sorteggio.

Per stabilire la migliore tra le seconde, si terrà conto, nell'ordine: 
- dei punti ottenuti negli incontri disputati;
- della migliore differenza reti nei triangolari;
- del maggior numero di reti segnate nei triangolari;
- del maggior numero di reti segnate in trasferta nei triangolari;
- della migliore posizione nella classifica della Coppa Disciplina del Campionato di Serie D;
- del sorteggio.

### Squadre partecipanti
| Triangolare 1  | Triangolare 2 | Triangolare 3 |
| -------------- | ------------- | ------------- |
| Sestri Levante | Giana Erminio | Sorrento      |
| Lumezzane      | Arezzo        | Brindisi      |
| Legnago        | Pineto        | Catania       |

### Turno preliminare

#### Triangolare 1
| Squadra           | P.ti | G | V | N | P | GF | GS | DR |
| ----------------- | ---- | - | - | - | - | -- | -- | -- |
| 1. Sestri Levante | 6    | 2 | 2 | 0 | 0 | 5  | 2  | +3 |
| 2. Lumezzane      | 3    | 2 | 1 | 0 | 1 | 4  | 3  | +1 |
| 3. Legnago        | 0    | 2 | 0 | 0 | 2 | 2  | 6  | -4 |

|                | Risultati |                | Luogo e data                   |
| -------------- | --------- | -------------- | ------------------------------ |
| Lumezzane      | 1-2       | Sestri Levante | Lumezzane, 14 maggio 2023      |
| Legnago        | 1-3       | Lumezzane      | Legnago, 17 maggio 2023        |
| Sestri Levante | 3-1       | Legnago        | Sestri Levante, 21 maggio 2023 |

#### Triangolare 2
| Squadra          | P.ti | G | V | N | P | GF | GS | DR |
| ---------------- | ---- | - | - | - | - | -- | -- | -- |
| 1. Pineto        | 3    | 2 | 1 | 0 | 1 | 4  | 3  | +1 |
| 2. Arezzo        | 3    | 2 | 1 | 0 | 1 | 4  | 4  | 0  |
| 3. Giana Erminio | 3    | 2 | 1 | 0 | 1 | 3  | 4  | -1 |

|               | Risultati |               | Luogo e data               |
| ------------- | --------- | ------------- | -------------------------- |
| Arezzo        | 3-1       | Giana Erminio | Arezzo, 14 maggio 2023     |
| Giana Erminio | 2-1       | Pineto        | Gorgonzola, 17 maggio 2023 |
| Pineto        | 3-1       | Arezzo        | Pineto, 21 maggio 2023     |

#### Triangolare 3
| Squadra     | P.ti | G | V | N | P | GF | GS | DR |
| ----------- | ---- | - | - | - | - | -- | -- | -- |
| 1. Sorrento | 6    | 2 | 2 | 0 | 0 | 5  | 0  | +5 |
| 2. Catania  | 3    | 2 | 1 | 0 | 1 | 2  | 3  | -1 |
| 3. Brindisi | 0    | 2 | 0 | 0 | 2 | 1  | 5  | -4 |

|          | Risultati |          | Luogo e data             |
| -------- | --------- | -------- | ------------------------ |
| Catania  | 0-2       | Sorrento | Catania, 14 maggio 2023  |
| Brindisi | 1-2       | Catania  | Brindisi, 17 maggio 2023 |
| Sorrento | 3-0       | Brindisi | Sorrento, 21 maggio 2023 |

### Fase finale
Gli incontri della fase finale si giocheranno in gara di andata e di ritorno ad esclusione della finale in gara unica. Al termine dei 90', in caso di parità sono previsti non i tempi supplementari, ma direttamente i calci di rigore.

#### Semifinali
|                | Risultati |                | Luogo e data                   |
| -------------- | --------- | -------------- | ------------------------------ |
| Lumezzane      | 2-1       | Sorrento       | Lumezzane, 28 maggio 2023      |
| Sorrento       | 2-0       | Lumezzane      | Sorrento, 4 giugno 2023        |
|                |           |                |                                |
| Sestri Levante | 0-0       | Pineto         | Sestri Levante, 31 maggio 2023 |
| Pineto         | 0-2       | Sestri Levante | Pineto, 4 giugno 2023          |
|                |           |                |                                |

#### Finale
|                | Risultati |          | Luogo e data                   |
| -------------- | --------- | -------- | ------------------------------ |
| Sestri Levante | 3-1       | Sorrento | Piancastagnaio, 11 giugno 2023 |